# Província de Magdeburg
La Província de Magdeburg (en alemany Provinz Magdeburg) va ser una província de l'Estat Lliure de Prússia de 1944 a 1945. La capital estava a Magdeburg.
La província es va crear l'1 de juliol de 1944, a partir del Regierungsbezirk de Magdeburg, una regió administrativa de l'antiga província de Saxònia. El governador de la nova província va ser Rudolf Jordan, que era Reichsstatthalter d'Estat Lliure d'Anhalt i de Brunswick i també Gauleiter del Gau de Magdeburg-Anhalt.
El juliol del 1945, l'Administració militar soviètica a Alemanya va unir la província de Magdeburg a la província de Halle-Merseburg i l'Estat Lliure d'Anhalt a la nova "Província de Saxònia", que va passar a denominar-se el 1946 província de Saxònia-Anhalt i, finalment al 1947, es va crear l'estat de Saxònia-Anhalt.